# Christiaan Alphonsus van den Berk
Christiaan Alphonsus van den Berk (* 31. Januar 1919 in Nieuwenhagen; † 30. Januar 1979 in Buchholz in der Nordheide) war ein niederländischer Slawist.

## Leben
Christiaan Alphonsus van den Berk wurde 1957 an der Universität Utrecht mit der Dissertation Y a-t-il un substrat čakavien dans le dialecte de Dubrovnik? Contribution à l’histoire de la langue serbo-croata zum Dr. phil. promoviert. Nach der Habilitation war er ordentlicher Professor an der Universität Hamburg sowie Gastprofessor an der Universität Bordeaux. Von 1966 bis 1975 war er Ordinarius für slawische Philologie an der Ruhr-Universität Bochum, ab 1975 wieder in Hamburg. Zu seinen Interessenschwerpunkten zählten die historische slawische Akzentologie, die Phonem- und Allophonietheorie sowie die süd- und ostslawischen Philologie. 1970 gab er den serbischen Alexanderroman heraus.

## Schriften (Auswahl)
- Y a-t-il un substrat čakavien dans le dialecte de Dubrovnik? Contribution à l’histoire de la langue serbo-croate. 's-Gravenhage 1959, OCLC 3312520.
- als Herausgeber: Der serbische Alexanderroman. München 1970, OCLC 879234077.
- als Herausgeber: Stjepan Ivšić: Izabrana djela iz slavenske akcentuacije. München 1971, OCLC 720327011.
- Das Wesen der Sprache. Heidelberg 1975, ISBN 3-533-02458-X.